# Auridius cosmeticus
Auridius cosmeticus är en insektsart som beskrevs av Hamilton 1999. Auridius cosmeticus ingår i släktet Auridius och familjen dvärgstritar. Inga underarter finns listade i Catalogue of Life.